# Terazawa Hirotaka
Terazawa Hirotaka (寺沢広高, 1563-18 mai 1633) est un daimyo du début de l'époque d'Edo, bâtisseur du château de Karatsu. Il est responsable d'une partie de la surimposition et de la mauvaise gestion du gouvernement local à l'origine de la rébellion de Shimabara peu après sa mort.

## Source de la traduction
- (en) Cet article est partiellement ou en totalité issu de l’article de Wikipédia en anglais intitulé « Terazawa Hirotaka » (voir la liste des auteurs).